# L.E. Minor (schip, 1958)
De L.E. Minor (BAR 207) was een pijpenlegger van Brown & Root. Het werd in 1958 bij de Levingston Shipbuilding Company in Orange gebouwd. Het was de eerste speciaal gebouwde pijpenlegger nadat Brown & Root eerder ervaring had opgedaan met de omgebouwde kraanpontons Herman B en L.T. Bolin.
Uiteindelijk werd de pijpenlegger verkocht aan Adamac als Vermilion Bay.